# Finnische Badmintonmeisterschaft 2023
Die Finnische Badmintonmeisterschaft 2023 fand vom 2. bis zum 4. Februar 2023 in Vantaa statt.

## Medaillengewinner
| Disziplin    | Gold                          | Silber                            | Bronze                          |
| ------------ | ----------------------------- | --------------------------------- | ------------------------------- |
| Herreneinzel | Joakim Oldorff                | Kalle Koljonen                    | Iikka Heino                     |
| Herreneinzel | Joakim Oldorff                | Kalle Koljonen                    | Joonas Korhonen                 |
| Dameneinzel  | Nella Nyqvist                 | Nella Siilasmaa                   | Heini Ihalainen                 |
| Dameneinzel  | Nella Nyqvist                 | Nella Siilasmaa                   | Noora Nokkala                   |
| Herrendoppel | Anton Kaisti Joonas Korhonen  | Tony Lindelöf Joakim Oldorff      | Kalle Koljonen Marko Pyykönen   |
| Herrendoppel | Anton Kaisti Joonas Korhonen  | Tony Lindelöf Joakim Oldorff      | Miika Lahtinen Jere Övermark    |
| Damendoppel  | Nella Nyqvist Jenny Vähäsarja | Sonja Granqvist Petra Saarnivaara | Emilia Ojala Paula Oksanen      |
| Damendoppel  | Nella Nyqvist Jenny Vähäsarja | Sonja Granqvist Petra Saarnivaara | Tuuli Härkönen Elina Övermark   |
| Mixed        | Anton Kaisti Iina Suutarinen  | Julius von Pfaler Jenny Vähäsarja | Juuso Kuoppala Noora Nokkala    |
| Mixed        | Anton Kaisti Iina Suutarinen  | Julius von Pfaler Jenny Vähäsarja | Marko Pyykönen Karoliine Kaisti |